# Universidad de Rennes 2 Alta Bretaña
La Universidad de Rennes 2 Alta Bretaña (en francés Université Rennes 2 Haute Bretagne) es una universidad pública francesa localizada en Rennes y Saint-Brieuc (Francia) en la región Bretaña. Fue fundada en 1969. La universidad cuenta en 2012 con más de 22.000 estudiantes y se organiza en 5 facultades, en tres campus. Está especializada en letras y humanidades.

## Facultades
- Lenguas extranjeras.
- Ciencias humanas.
- Ciencias sociales.
- Deportes.
- Artes y humanidades.

## Profesores
- Jean-Claude Lozac'hmeur

## Presidentes
El Presidente de la Universidad es elegido por 3 consejos centrales: Consejo de la Administración, Consejo de los Estudios y de la Vida Universitaria y el Consejo Científico.
| • René Marache         | (1970–1975).  |
| • Michel Denis         | (1976–1980).  |
| • Jean-François Botrel | (1982–1986).  |
| • Jean Mounier         | (1986–1991).  |
| • André Lespagnol      | (1991–1996).  |
| • Jean Brihault        | (1996–2001).  |
| • François Mouret      | (2001–2006).  |
| • Marc Gontard         | (Desde 2006). |